# Anadir (rijeka)
Anadir (ruski: Анадырь, čukotski: Йъаайваам) rijeka je u Ruskoj Federaciji.
Anadir izvire na Anadirskoj visoravni (rus. Анадырское плоскогорье), a na ušću, koje je na 64°42′ sjeverne zemljopisne širine i 177°14′ istočne zemljopisne dužine, nalazi se grad Anadir. Rijeka se ulijeva u Anadirski zaljev, dio Beringovog mora.
Značajnije pritoke ove rijeke su:
- desne: Jablon, Eropol i Majn
- lijeve: Činejvjejem, Bjelaja i Tanjurer.

## Vanjske poveznice
|  | Zajednički poslužitelj ima još gradiva o temi Anadir (rijeka) |